# Самойленко, Владимир Семёнович
Владимир Семёнович Самойленко  (1896, Кременчугский уезд, Полтавская губерния — 1987) — советский метеоролог, доктор географических наук, профессор. Лауреат Государственной премии СССР в области науки и техники за участие в составе авторского коллектива в написании 10-томной монографии «Тихий океан» (1966—1974).

## Биография и научная деятельность
Владимир Семёнович Самойленко родился в 1896 г. в семье сельского учителя в с. Мануйловка Кременчугского уезда Полтавской области. В 1901 г. вся его семья переехала в г. Екатеринослав, где В. С. Самойленко начал учиться в реальном училище. В 1909—1910 гг. вместе с семьей он переехал в Москву, где он окончил в 1913 г. частное реальное училище Н. Г. Бажанова. В 1913 г. поступил на математическое отделение Московского Государственного университета. В 1916 г. он ушел из университета по собственному желанию и стал работать в организации Всероссийского Земского Союза по показанию помощи беженцам войны сначала в Москве, а затем на юго-западном фронте.
В 1918 г. В. С. Самойленко приехал в г. Хоста Черноморской области, работал преподавателем физики и математики школы II ступени (бывшей Городской гимназии). В 1921 г. переехал в Сухуми, работал на химико-фармацевтической фабрике, на консервной фабрике, затем — в Народной консерватории преподавателем теории музыки и режиссёром Сухумского государственного театра. В 1923 г. возвратился в Москву, восстановился на математическое отделение МГУ и закончил его по специальности геофизика в 1927 году.
С 1925 года участвовал в морских полярных экспедициях Плавучего морского научного института, преобразованного впоследствии в Государственный океанографический институт. С 1929 по 1931 год был аспирантом этого Института и участвовал в морских и высокогорных экспедициях, в том числе в научных исследованиях во время плаванья на ледоколе «Фёдор Литке». По окончании в 1932 г. аспирантуры был назначен директором Мурманской морской геофизической обсерватории.
В середине 1934 г. возвратился в Москву для работы во Всесоюзном научно-исследовательском Институте морского рыбного хозяйства и океанографии, где до 1939 г. был научным руководителем лаборатории гидрологии и морской метеорологии. В 1936 г. начал читать курс Общей метеорологии в Московском гидрометеорологическом институте, а в 1939 г. перешел в этот институт на основную работу. В 1938 г. В. С. Самойленко была присвоена ученая степень кандидата физических наук без защиты диссертации, а в 1940 г. — ученое звание по кафедре метеорологии.
В 1941 г. В. С. Самойленко выехал из Москвы вместе с Высшим военным гидрометеорологическим институтом в Ленинград в качестве старшего преподавателя, в 1943 г., когда институт переехал в Москву, продолжал там работать до ноября 1944 г. С 1944 г. перешел на работу в Государственный Океанографический институт на должность начальника отделения, где работал до мая 1955 г. С 1950 г. на географическом факультете Московского государственного университета читал лекции по метеорологии, климатологии и другим специальным предметам.
С ноября 1945 года работал по совместительству начальником морского отдела НИИ аэроклиматологии, где под его руководством были составлены Климатические и Гидрологические атласы всех 9 морей Советского Союза. С ноября 1959 г. перешел на основную работу в Институт океанологии АН СССР, где заведовал лабораторией морской метеорологии. В 1960 г. защитил в качестве докторской диссертации книгу о формировании температурного режима морей. В 1964 г. был утверждён в звании профессора Московского государственного университета по кафедре метеорологии.

## Награды и премии
- медаль «За победу над Германией»
- Заслуженный деятель науки РСФСР (1967)
- Государственная премия СССР в области науки и техники (1977) — за 10-томную монографию «Тихий океан» (1966—1974)[2].

## Избранные труды
- Самойленко В. С. Отчего происходят изменения погоды и какие существуют к тому приметы. — М.: Гос. изд. техн.-теорет. лит., 1941. — 26 с.
- Самойленко В. С. Формирование температурного режима морей. — М.: Гидрометеоиздат, 1959. — 144 с.
- Самойленко В. С., Войтова К. В., Снопков В. Г. и др. Изменчивость физических полей в атмосфере над океаном. — М.: Наука, 1983. — 168 с.